# Alice Garner
Alice Garner es una actriz, música e historiadora australiana conocida por haber interpretado a Carmen Blake en la serie SeaChange.

## Biografía
Es hija de la escritora australiana Helen Garner y el actor Bill Garner.
Tiene un doctorado en historia francesa de la Universidad de Melbourne. Es fundadora de una organización llamada "Actors for Refugees".
Alice está casada con el artista, músico y diseñador gráfico David Bowers, la pareja tiene tres hijos Olive, Ted y Ambrose Bowers.

## Carrera
Alice toca el violonchelo en Euphonia y en el Xylouris Ensemble liderado por el cantante Giorgos Xylouris.
En 1988 apareció por primera vez en la serie australiana The Flying Doctors donde interpretó a Alice Jenkins durante el episodio "The Child", más tarde apareció nuevamente en la serie en 1990 ahora interpretando a Kim Rowlands en el episodio "Double Vision".
En 1993 apareció en el video musical de la banda australiana INXS llamado Full Moon Dirty Hearts.
En 1998 se unió al elenco recurrente de la serie SeaChange donde interpretó a la periodista Carmen "Lois Lane" Blake hasta el final de la serie en el 2000.
En el 2001 se unió al elenco recurrente de la serie The Secret Life of Us donde interpretó a Caitlin hasta el 2002.
En el 2012 apareció en el cortometraje Jack & Lily donde interpretó a la madre de Jack  (Riley Evans).

## Filmografía
Series de Televisión:
| Año         | Título                | Personaje    | Notas                      |
| ----------- | --------------------- | ------------ | -------------------------- |
| 2001 - 2002 | The Secret Life of Us | Caitlin      | 11 episodios               |
| 2002        | Shock Jock            | -            | episodio "The Chat-A-Van"  |
| 2002        | Short Cuts            | Moira        | episodio "Crash and Burn"  |
| 1998 - 2000 | SeaChange             | Carmen Blake | 21 episodios               |
| 1990        | Embassy               | Faridah      | episodio "Foreign Affairs" |
| 1990        | The Flying Doctors    | Kim Rowlands | episodio "Double Vision"   |

Películas:
| Año  | Título                      | Personaje       | Notas |
| ---- | --------------------------- | --------------- | --- |
| 2012 | Jack & Lily                 | Madre de Jack   | corto - junto a Riley Evans & Eva Lazzaro                                                                       |
| 2006 | Jindabyne                   | Elissa          | junto a Gabriel Byrne, Laura Linney, John Howard, Deborra-Lee Furness, Chris Haywood, Leah Purcel & Eva Lazzaro |
| 1999 | Strange Planet              | Sally           | junto a Claudia Karvan, Naomi Watts, Aaron Jeffery, Felix Williamson, Hugo Weaving & Marshall Napier            |
| 1996 | Love and Other Catastrophes | Alice           | junto a Kim Gyngell, Matt Day, Frances O'Connor, Radha Mitchell & Suzi Dougherty                                |
| 1994 | Miss Taurus                 | -               | corto - junto a Johanna Hanley, Clare Larman, Nick Barker & Tony Rickards                                       |
| 1993 | The Nostradamus Kid         | Esther Anderson | junto a Noah Taylor, Miranda Otto, Jack Campbell, Loene Carmen, Lucy Bell & Colin Friels                        |
| 1989 | Lover Boy                   | Rhonda          | junto a Noah Taylor, Gillian Jones, Ben Mendelsohn & Daniel Pollock                                             |
| 1982 | Monkey Grip                 | Gracie          | junto a Noni Hazlehurst, Colin Friels, Michael Caton & Lisa Peers                                               |

Escritora:
| Año  | Título             | Notas                                  |
| ---- | ------------------ | -------------------------------------- |
| 2001 | One Night the Moon | escribió la canción "Eerie Soundscape" |

Oradora & Bailarina:
| Año  | Obra                     | Notas                           |
| ---- | ------------------------ | ------------------------------- |
| 2005 | A Dagger Through The Art | oradora                         |
| 1996 | Making a Dash For It     | bailarina - junto a Sally Smith |
| 1995 | Triptych                 | obra - músico                   |

Apariciones:
| Año  | Programa             | Notas            |
| ---- | -------------------- | ---------------- |
| 2008 | The Einstein Factor  | 2 episodios      |
| 2006 | 9am with David & Kim | artista invitada |

Teatro:
| Año        | Obra                                         | Personaje | Director (a)       | Teatro             | Notas                                                              |
| ---------- | -------------------------------------------- | --------- | ------------------ | ------------------ | ------------------------------------------------------------------ |
| 2002, 2003 | Kan Yama Kan (Once Upon a Time)              | -         | Robin Laurie       | -                  | junto a Majid Shokor                                               |
| 2003       | Something to Declare                         | -         | Aubrey Mellor      | Beckett Theatre    | junto a Jeremy Lindsay Taylor, Anne Phelan & Majid Shokor          |
| 2000       | Meat Party                                   | -         | Michael Kantor     | -                  | junto a Matthew Crosby, Tam Phan & Tony Yap                        |
| 1996       | Private Lives                                | -         | Roger Hodgman      | Fairfax Theatre    | junto a William McInnes, Tammy McCarthy & Pamela Rabe              |
| 1995       | Mariage Blanc                                | -         | Suzanne Chaundy    | Napier St. Theatre | junto a Chris Corbett, Jacek Koman, Greg Saunders & Ian Scott      |
| 1994       | The Glass Mermaid                            | -         | Aubrey Mellor      | Playbox Theatre    | junto a Cathy Downes, Nikki Coghill, William Gluth & Dino Marnika  |
| 1994       | Antigone                                     | -         | Kirsten Von Bibra  | -                  | junto a Julia Zemiro                                               |
| 1992       | Under Milk Wood                              | -         | Mark Nicholls      | Malthouse Theatre  | junto a Tatyana des Fontaines-Burns, Andrew Larkins & Meg White    |
| 1989       | Le Malade Imaginaire (The Imaginary Invalid) | -         | Jean-Pierre Mignon | Anthill Theatre    | junto a Julie Forsyth, Jacek Koman & Catherine McClements          |
| 1988       | Summer of the Seventeenth Doll               | -         | Jean-Pierre Mignon | Athenaeum Theatre  | junto a Michael Bishop, Julie Forsyth, Gary Samolin & Tim Sullivan |
| 1987       | The Three Sisters                            | Irina     | Jean-Pierre Mignon | Anthill Theatre    | junto a Sandra Ayache, Julie Forsyth, Ian Scott & Marc Tabart      |
| 1987       | The Cherry Orchard                           | Anya      | Jean-Pierre Mignon | Anthill Theatre    | junto a Julie Forsyth, Alex Menglet, Howard Stanley & Marc Tabart  |

## Premios y nominaciones
| Año  | Categoría                                                                              | Premio             | Película                    | Resultado |
| ---- | -------------------------------------------------------------------------------------- | ------------------ | --------------------------- | --------- |
| 2002 | Best Soundtrack Album (junto a Mairead Hannan, Paul Kelly, Kev Carmody & John Romeril) | Screen Music Award | One Night the Moon          | Ganaron   |
| 1997 | Best Supporting Actor - Female                                                         | FCCA Award         | Love and Other Catastrophes | Ganó      |
| 1996 | Best Actress in a Supporting Role                                                      | AFI Award          | Love and Other Catastrophes | Nominada  |
| 1982 | Best Actress in a Supporting Role                                                      | AFI Award          | Monkey Grip                 | Nominada  |